# La Meauffe
La Meauffe är en kommun i departementet Manche i regionen Normandie i norra Frankrike. Kommunen ligger i kantonen Saint-Clair-sur-l'Elle som tillhör arrondissementet Saint-Lô. År 2022 hade La Meauffe 998 invånare.

## Befolkningsutveckling
Antalet invånare i kommunen La Meauffe
| Referens: INSEE |